# Blank Space

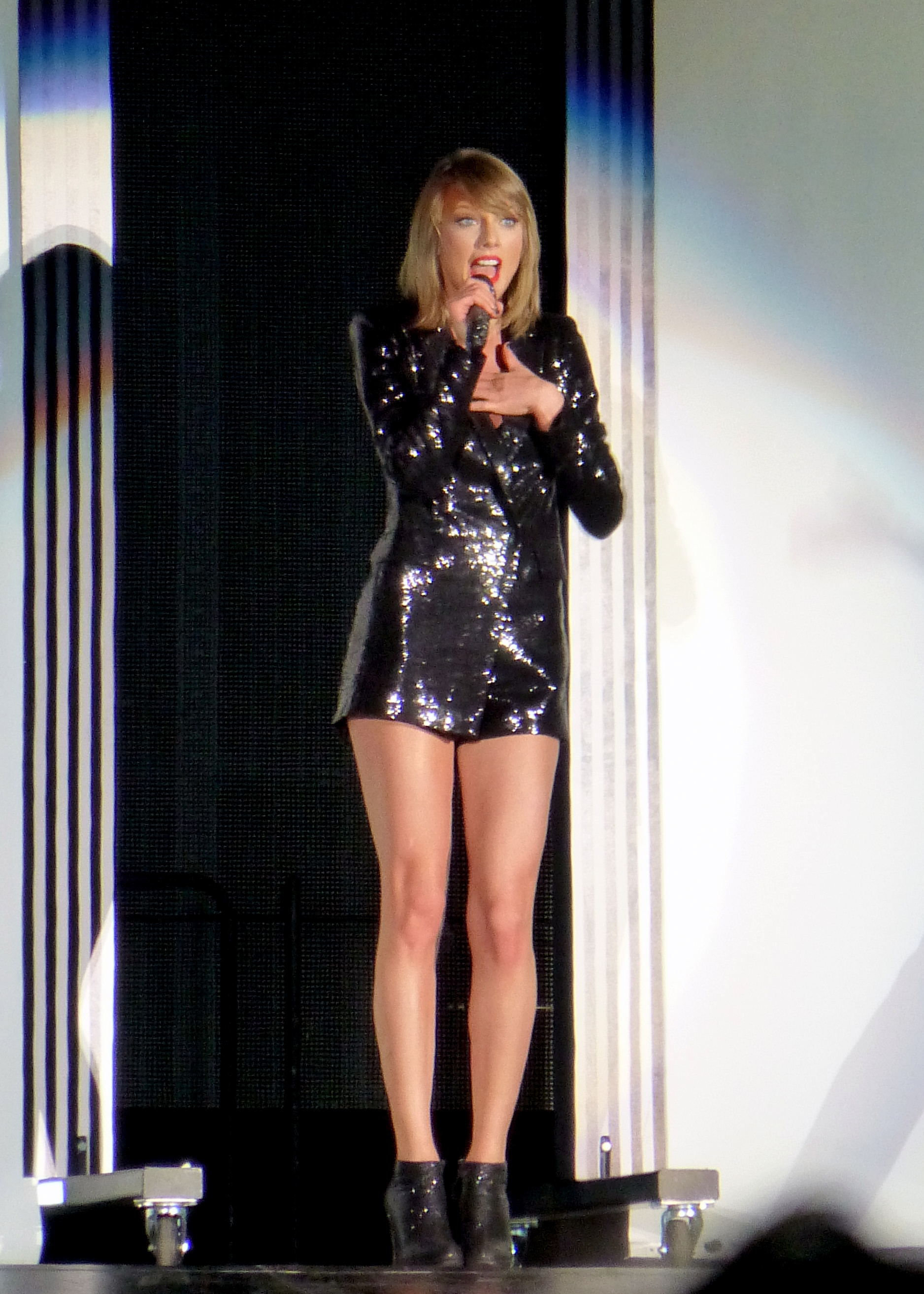
Taylor Swift singt Blank Space auf der 1989 Tour in Detroit (2015)

Blank Space ist ein Lied der US-amerikanischen Singer-Songwriterin Taylor Swift aus ihrem 2014 erschienenen fünften Studioalbum 1989. Es wurde von Swift zusammen mit Max Martin und Shellback geschrieben. Das Lied wurde am 10. November 2014 als zweite Single des Albums nach Shake It Off veröffentlicht. Musikalisch ist Blank Space ein minimalistischer Electropop-Song, der sich mit der öffentlichen Wahrnehmung von Swifts Beziehungen beschäftigt.
Blank Space war kommerziell und auch bei Kritikern erfolgreich, es erreichte direkt nach Shake It Off den ersten Platz der amerikanischen Billboard Hot 100 Charts, womit Taylor Swift die erste Frau in der 56-jährigen Geschichte der Hot 100 mit zwei ihrer Lieder direkt nacheinander auf dem ersten Platz wurde. Das Lied erreichte auch Platz eins in Kanada, Südafrika, Schottland und Australien.

## Komposition
Blank Space ist ein minimalistischer Electropop-Song, den manche Kritiker mit den Liedern von Lorde verglichen. Der Text bezieht sich auf das von den Medien erschaffene Bild ihrer Person, welches viele Beziehungen eingeht und zum Albtraum („darling I'm a nightmare dressed like a daydream“) wird, nur um Material für ihre Lieder zu bekommen. Das Lied wurde von Swift mit Martin und Shellback geschrieben und von den beiden Letzteren produziert. Blank Space ist in F-Dur im 4/4-Takt geschrieben und hat ein moderates Tempo von 96 beats per minute. Swifts Stimmumfang reicht von A3 bis D5.

## Musikvideo

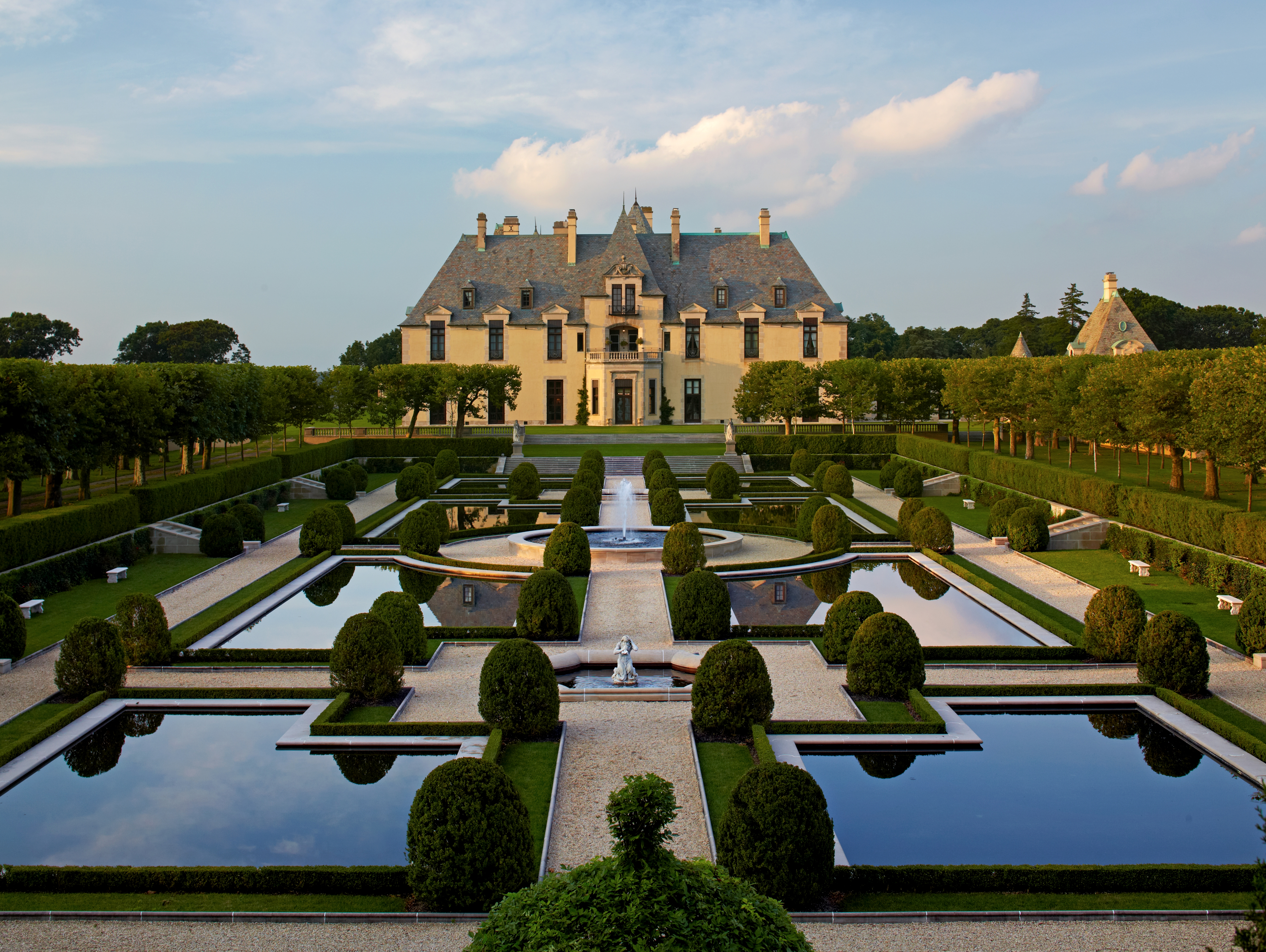
Teile des Videos wurden am Schloss Oheka im US-Bundesstaat New York gedreht

Taylor Swift suchte sich Joseph Kahn als Regisseur des Videos aus. Der Dreh dauerte drei Tage und fand an zwei Orten in Long Island statt.
Das Video ist teilweise durch den Film A Clockwork Orange inspiriert. Swifts Partner wird von dem Model Sean O’Pry gespielt.
Das Video wurde versehentlich schon am 10. November 2014 auf Yahoo! veröffentlicht.
Im Juli 2015 knackte das Video auf YouTube die Marke von einer Milliarde Aufrufe und war damit zwischenzeitlich das zweit-meistgesehene aller Zeiten.
Das erste Mal live im Fernsehen sang Taylor Swift das Lied zu den American Music Awards 2014.

## Rezensionen
Blank Space erhielt große Anerkennung von Musikkritikern, die die Qualität des Liedes und Swifts Selbstironie lobten. PopMatters nannte das Lied das möglicherweise beste aus Swifts Karriere und einen Kandidaten für den besten Popsong 2014 (engl. "likely the best of Swift’s career and easily a candidate for the best pop song of 2014").
In der New York Times wurde das Lied als intelligente Metaerzählung beschrieben. „Das ist Miss Swift auf ihrem Höhepunkt. Es ist witzig und viel sagend und bestätigt gleichzeitig ihre Stärke und ihre Sprödigkeit.“ (engl. "This is Ms. Swift at her peak. It’s funny and knowing, and serves to assert both her power and her primness.")
Es kam in mehrere Jahresbestenlisten von Kritikern, so erreichte es einen zweiten und einen sechsten Rang in der Time beziehungsweise Rolling Stone.
Im Januar 2015 wurde Blank Space dritter in der jährlichen Kritikerumfrage der Village Voice, direkt vor Shake It Off.

## Kommerzieller Erfolg

### Chartplatzierungen
Blank Space erreichte die Spitze der Hot Digital Songs Charts mit 155 000 verkauften Kopien in der ersten Woche und wurde damit das zweite Lied aus dem Album und das neunte von Swift insgesamt auf der Spitzenposition.
Swift steht gemeinsam mit dem Rapper Eminem auf Rang drei der Künstler mit den meisten digitalen Nummer-eins-Hits. Blank Space war sieben Wochen hintereinander auf dem ersten Platz der Hot 100, die längste Zeit für ein Lied Swifts.
| ChartsChartplatzierungen       | Höchstplatzierung | Wochen |
| ------------------------------ | ----------------- | ------ |
| Deutschland (GfK)              | 9 (27 Wo.)        | 27     |
| Österreich (Ö3)                | 6 (26 Wo.)        | 26     |
| Schweiz (IFPI)                 | 12 (26 Wo.)       | 26     |
| Vereinigte Staaten (Billboard) | 1 (38 Wo.)        | 38     |
| Vereinigtes Königreich (OCC)   | 4 (29 Wo.)        | 29     |

| ChartsJahrescharts (2014)    | Platzierung |
| ---------------------------- | ----------- |
| Vereinigtes Königreich (OCC) | 64          |

| ChartsJahrescharts (2015)      | Platzierung |
| ------------------------------ | ----------- |
| Vereinigte Staaten (Billboard) | 7           |

| ChartsJahrescharts (2010–2019) | Platzierung |
| ------------------------------ | ----------- |
| Vereinigte Staaten (Billboard) | 65          |

### Auszeichnungen für Musikverkäufe
| Land/Region                  | Auszeichnungen für Musikverkäufe (Land/Region, Auszeichnung, Verkäufe) | Verkäufe   |
| ---------------------------- | ---------------------------------------------------------------------- | ---------- |
| Australien (ARIA)            | 14× Platin                                                             | 980.000    |
| Brasilien (PMB)              | 4× Diamant                                                             | 1.000.000  |
| Dänemark (IFPI)              | Platin                                                                 | 90.000     |
| Deutschland (BVMI)           | Platin                                                                 | 600.000    |
| Frankreich (SNEP)            | —                                                                      | 24.500     |
| Griechenland (IFPI)          | Platin                                                                 | 20.000     |
| Italien (FIMI)               | Platin                                                                 | 50.000     |
| Japan (RIAJ)                 | Gold                                                                   | 100.000    |
| Kanada (MC)                  | 4× Platin                                                              | 320.000    |
| Mexiko (AMPROFON)            | Gold                                                                   | 30.000     |
| Neuseeland (RMNZ)            | 5× Platin                                                              | 150.000    |
| Norwegen (IFPI)              | Platin                                                                 | 60.000     |
| Österreich (IFPI)            | 2× Platin                                                              | 60.000     |
| Polen (ZPAV)                 | 4× Platin                                                              | 200.000    |
| Portugal (AFP)               | 2× Platin                                                              | 20.000     |
| Schweiz (IFPI)               | Gold                                                                   | 15.000     |
| Spanien (Promusicae)         | Platin                                                                 | 60.000     |
| Vereinigte Staaten (RIAA)    | 8× Platin                                                              | 8.000.000  |
| Vereinigtes Königreich (BPI) | 4× Platin                                                              | 2.400.000  |
| Insgesamt                    | 3× Gold · 49× Platin · 4× Diamant ·                                    | 14.179.500 |

Hauptartikel: Taylor Swift/Auszeichnungen für Musikverkäufe/Lieder

### Auszeichnungen für Musikstreaming
| Land/Region  | Auszeichnungen für Musikverkäufe (Land/Region, Auszeichnung, Verkäufe) | Verkäufe   |
| ------------ | ---------------------------------------------------------------------- | ---------- |
| Japan (RIAJ) | Gold                                                                   | 50.000.000 |
| Insgesamt    | 1× Gold ·                                                              | 50.000.000 |

Hauptartikel: Taylor Swift/Auszeichnungen für Musikverkäufe/Lieder

## Blank Space (Taylor’s Version)
Am 27. Oktober 2023 veröffentlichte Swift eine Neueinspielung auf ihrem Album 1989 (Taylor’s Version).
Chartplatzierungen
| ChartsChartplatzierungen       | Höchstplatzierung | Wochen |
| ------------------------------ | ----------------- | ------ |
| Vereinigte Staaten (Billboard) | 12 (3 Wo.)        | 3      |

Auszeichnungen für Musikverkäufe

| Land/Region                  | Auszeichnungen für Musikverkäufe (Land/Region, Auszeichnung, Verkäufe) | Verkäufe |
| ---------------------------- | ---------------------------------------------------------------------- | -------- |
| Australien (ARIA)            | Gold                                                                   | 35.000   |
| Brasilien (PMB)              | Gold                                                                   | 20.000   |
| Neuseeland (RMNZ)            | Gold                                                                   | 15.000   |
| Vereinigtes Königreich (BPI) | Silber                                                                 | 200.000  |
| Insgesamt                    | 1× Silber · 3× Gold ·                                                  | 270.000  |

Hauptartikel: Taylor Swift/Auszeichnungen für Musikverkäufe/Lieder